# Cephalotes marginatus
Espèce
Synonymes
Cephalotes marginatus, est une espèce de fourmis arboricoles du genre Cephalotes,.

## Distribution
Cette espèce est trouvée dans la majeure partie de la moitié nord de l'Amérique du Sud, particulièrement dans le bassin amazonien, en Équateur et dans le centre de la Colombie.

## Description

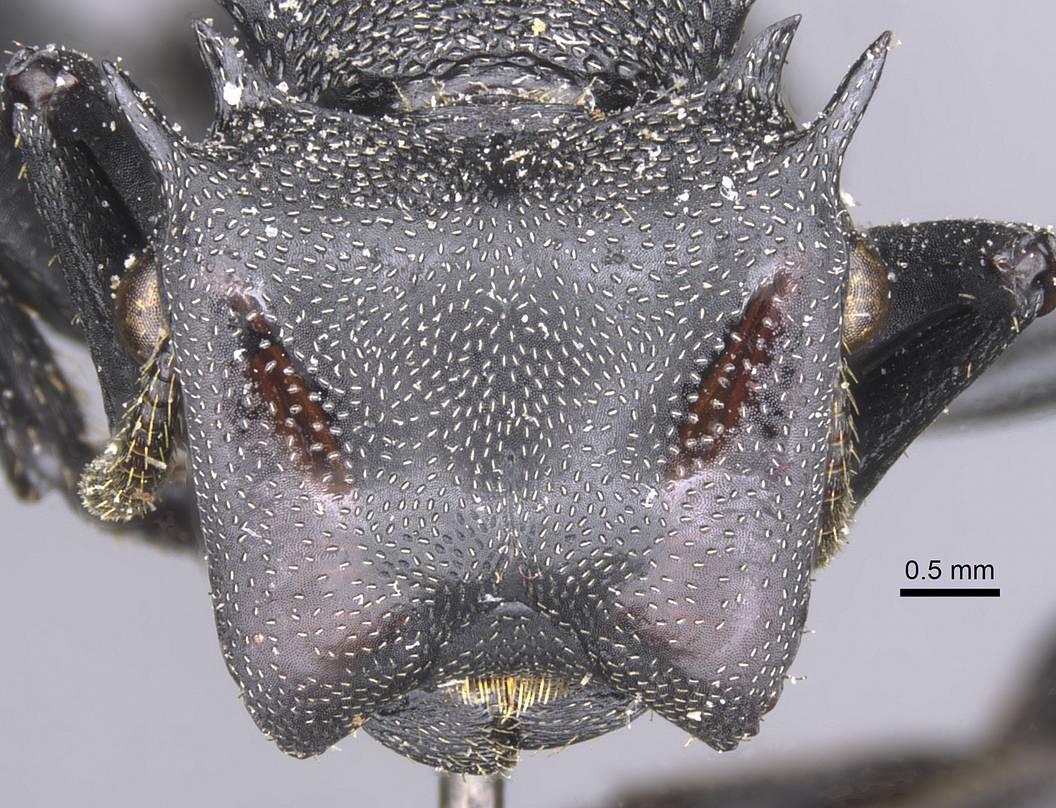
Tête de Cephalotes marginatus.

Comme les autres espèces du genre Cephalotes, elles sont caractérisées par l'existence de soldats spécialisés dotés d'une tête surdimensionnée et plate ainsi que des pattes plus plates et plus larges que leurs cousines terrestres. Elles peuvent ainsi se déplacer d'un arbre à un autre dans une forêt.
Elle fut décrite et classifiée pour la première fois par l'entomologiste danois Johan Christian Fabricius, en 1804.

## Publication originale
(en) Diversity and Adaptation in the Ant Genus Cephalotes Past and Present (Hymenoptera, Formicidae)